# نائلة بنت الفرافصة
نائلة بنت الفرافصة بن الأحوص الكلبية (توفت نحو 60 هـ): زوجة عثمان ابن عفان. كانت خطيبة، شاعرة، من ذوات الرأي والشجاعة. حملت إلى عثمان من بادية بنو كلب فتزوجها وأقامت معه في المدينة سنة 28 هـ، فكانت أحب نسائه إليه، وعنها كثير من أحداث الفتنة ودار عثمان ومقتله.
ولما بدأت الاضطرابات عليه نصحته باستصلاح علي بن أبي طالب، وكان قد جاء وحذره، فأرسل إليه يدعوه، فقال علي: «قد أعلمته أنى لست بعائد».ودخل المتمردين دار عثمان، وبأيديهم السيوف، فضربه أحدهم فألقت نائلة نفسها على عثمان وصاحت بخادمها رباح، فقتل الرجل. وهجم آخر فوضع ذباب السيف في بطن عثمان فأمسكت نائلة السيف فحز أصابعها، وقتل عثمان، فخرجت تستغيث، ففر القتلة. وأنشدت بعد دفنه بيتين في رثائه قيل: تمثلت بهما. وانصرفت إلى المسجد فخطبت في الناس في خطبة طويلة. ثم كتبت إلى معاوية - وهو في الشام تصف دخول القوم على عثمان، وأرسلت إليه قميصه مضرجا بالدم وبعض أصابعها المقطوعة.
شهدت نائلة يوم الجمل إلى جانب عائشة بنت أبي بكر. ولما سكنت الفتنة خطبها معاوية لنفسه فأبت. وحطمت أسنانها، وقالت: «إني رأيت الحزن يبلى كما يبلى الثوب، وأخاف أن يبلى حزني على عثمان فيطلع منى رجل على ما اطلع عليه عثمان».

## النسب
- هي: نائلة بنت الفرافصة بن الأحوص بن عمرو بن ثعلبةَ بن الحارث بن حصن بن ضمضم بن عدي بن جناب بن هبل بن عبد الله بن كنانة بن بكر بن عوف بن عذرة بن زيد اللات بن رُفيدة بن ثور بن كلب.
- والدها: الفرافصة بن الأحوص بن عمرو، من أشراف بني كلب. وقد رأس بني كلب زمناً، وكان نصرانياً، وعليها مات.
- أخيها: ضَبُّ بن الفرافصة، أسلم زمن الفتوح وأبيه حياً. وهو الذي زَّوج أخته نائلة لعثمانَ بن عفانَ وله تقول حين حُملت إلى المدينةِ:

- أختها: هند بنت الفرافصة، زوج سعيد بن العاص والي الكوفة.

أنجبت لعثمان بن عفان عدة أبناء: مريم الصغرى، وأم أبان الصغرى، وأم خالد، وأروى.

## سيرتها
وُلدت نائلة بنت الفرافصة في الكوفة لأسرة مسيحية، وقد أسلم أخيها، ثم أسلمت هي على يد عائشة. ويبدو أن أبيها قد بقى على المسيحية حتى وفاته زمن عثمان بن عفان. وبعد وفاة الخليفة الثاني عمر بن الخطاب، انتخب زوجها المستقبلي عثمان للخلافة وخلفه في الخلافة عام 644م. وفي عام 28 هـ (649 م)، تزوجت عثمان، وأنجبت له عدة أبناء.
حكم زوجها الدولة العربية الإسلامية اثني عشر عامًا، واتسم عهده بالسلام والازدهار. إلا أنه في آخر عام من حكمه عام 656م، وبعد تزايد السخط على حكمه، حاصر المتمردون عثمان في داره بالمدينة المنورة. ورفض الخليفة، الذي كان حينها بضع وثمانين عاماً من عمره، أي مساعدة خوفًا من سفك الدماء باسمه. وبعد 49 يومًا، اقتحم المتمردون المكان بنية قتل عثمان. حاولت نائلة إنقاذ زوجها، ولكن عندما رفعت يدها اليسرى لمنع سيف يسقط عليه، قُطعت أصابعها. استشهد عثمان وهو يقرأ القرآن ، وهو يقرأ الآية ﴿فَسَيَكْفِيكَهُمُ اللَّهُ وَهُوَ السَّمِيعُ الْعَلِيمُ﴾ (سورة البقرة، الآية: 137).
بعد أن ظل جثمان عثمان في المنزل لمدة ثلاثة أيام، توجهت نائلة إلى بعض أنصاره للمساعدة في دفنه، ولكن لم يستجب سوى حوالي اثني عشر شخصًا، بما في ذلك مروان بن الحكم وزيد بن ثابت وحويطب بن عبد العزى وجبير بن مطعم وأبو جهم بن حذيفة وحكيم بن حزام ونيار بن مكرم. رُفع الجسد عند الغسق، وبسبب الحصار، لم يتمكن من الحصول على كفن. ولم يُغسل الجسد. وبالتالي، حُمل عثمان إلى قبره بالملابس التي كان يرتديها وقت اغتياله. مرة أخرى، بسبب الحصار والوضع المتوتر الذي تسبب فيه المتمردون، لم يُدفن جسده حتى في مقبرة البقيع، ولكن خلف المقبرة. تبعت نائلة الجنازة بمصباح، ولكن للحفاظ على السرية، كان لا بد من إطفاء المصباح. رافقت نائلة بعض النساء، من بينهن ابنة عثمان. ووُضعت الجثة في القبر بمراسم بسيطة. بعد الدفن، أرادت نائلة وعائشة بنت أبي بكر التحدث، لكنهما مُنعتا من ذلك خوفًا من مثيري الشغب.
وبعد أن دُفن عثمان، انتقدت نائلة بشدة الخوارج الذين خرجوا عليه، وانتقدت أهل المدينة الذين فشلوا في مقاومتهم, وقد كتبت رسالة شهيرة وطويلة إلى والي الشام معاوية بن ابي سفيان، وأحد أقارب عثمان، ولم تكتف نائلة بذلك بل أرسلت قميص عثمان ممزقًا مليئًا بالدماء، وعقدت في زر القميص خصلة من شعر لحيته، قطعها أحد قاتليه من ذقنه، وخمسة أصابع من أصابعها المقطوعة. وأوصت إليه أن يعلق كل أولئك في المسجد الجامع في دمشق، وأن يقرأ على المجتمعين ذلك الكتاب، وكان بعض ما جاء فيه:«إلى معاوية بن أبى سفيان، أما بعد: فإنى أدعوكم إلى اللَّه الذي أنعم عليكم وعلمكم الإسلام، وهداكم من الضلالة، وأنقذكم من الكفر، ونصركم على العدو، وأسبغ عليكم نعمه ظاهرة وباطنة، وأنشدكم اللَّه وأذكركم حقه وحق خليفته أن تنصروه بعزم اللَّه عليكم، فإنه قال:( وَإِن طَائِفَتَانِ مِنَ الْمُؤْمِنِينَ اقْتَتَلُوا فَأَصْلِحُوا بَيْنَهُمَا فَإِن بَغَتْ إِحْدَاهُمَا عَلَى الْأُخْرَى فَقَاتِلُوا الَّتِي تَبْغِي حَتَّى تَفِيءَ إِلَى أَمْرِ اللَّهِ فَإِن فَاءتْ فَأَصْلِحُوا بَيْنَهُمَا بِالْعَدْلِ وَأَقْسِطُوا إِنَّ اللَّهَ يُحِبُّ الْمُقْسِطِينَ».
لاحقًا، بعد وفاة عثمان، ترملت ولم تتزوج مرة أخرى. طلب منها معاوية الزواج مرتين (وكان من الشائع أن يتزوج العرب الأرامل). في المرة الأولى رفضت شفهيًا، وفي الثانية، ردًا على رسالته، أرسلت معها سنين أماميين لها كانت قد كسرتهما عمدًا، إشارةً إلى أنها فقدت جمالها، وأن معاوية لا ينبغي أن يطلبها مرة أخرى.